# Pieris tadjika
Pieris tadjika is een vlindersoort uit de familie van de Pieridae (witjes), onderfamilie Pierinae.
Pieris tadjika werd in 1888 beschreven door Grum-Grshimaïlo.